# Glauco Pinheiro
Glauco Pinheiro (, 17 de outubro de 1914 — , 11 de dezembro de 1994) foi um político comunista brasileiro.
Filho de Francisca de Albuquerque Pinheiro de Menezes e de Manuel Pinheiro de Menezes Filho, passou os primeiros anos de sua vida em engenhos nas cidades de Cortês e Goiana, na zona da mata pernambucana. Com apenas quatorze anos, retorna sozinho ao Recife, para estudar no Ginásio Pernambucano. À frente do Grêmio Estudantil, realiza um trabalho voltado para as atividades artísticas e culturais, tem início a militância política que lhe acompanharia durante toda vida. Convidado a participar de algumas reuniões da Juventude Comunista, interessou-se pela ideologia, então voltada à defesa dos interesses dos mais necessitados e ao combate ao fascismo e nazismo, representados pelos integralistas.

## Liderança do movimento comunista em Pernambuco
Aos 18 anos, Glauco Pinheiro chamou a atenção de alguns membros do Partido Comunista que o convidaram a fazer parte de suas reuniões. E assim, Glauco ingressaria no PC, onde logo se destacou por sua liderança e bravura. Uma das mais notáveis características de Glauco era a forma como enfrentava as mais arriscadas situações, sempre de maneira destemida, o que contagiava a todos executando ações das mais perigosas, que envolviam inclusive, riscos à sua vida. Cursou até o terceiro ano de Medicina, na Faculdade de Medicina do Recife conciliando os estudos com a atividade política. Já como acadêmico, fundou o Ginásio Municipal de Olinda, estabelecimento que seria fechado em decorrência da ativa participação do seu fundador no movimento revolucionário de 1935. Nos anos 30 se destacou como membro da intelectualidade esquerdista do Estado, juntamente com Cristiano Cordeiro, Ulysses Pernambucano, Gilberto Freyre, Cícero Dias, Di Cavalcanti, Aderbal Jurema e Osório Borba. Em 1935, é criada no Brasil a ANL, Aliança Nacional Libertadora, que reunia comunistas, socialistas e jovens tenentes do exército insatisfeitos com as condições e o tratamento dado aos oficiais de baixa patente. Nessa época, Glauco Pinheiro liderou em Olinda o chamado “Movimento Aliancista”, assim como ocorreu em Natal e Rio de Janeiro, indo às ruas fardado e de fuzil em punho. Como integrante da ANL - Aliança Nacional Libertadora, apoiou efetivamente a revolução planejada por Luís Carlos Prestes.

## Fuga da casa de detenção do Recife
O preço a ser pago pela invasão da cadeia em Olinda seria alto demais, o cerco aos integrantes da ANL impunha mais entraves do que os jovens revolucionários puderam resistir, a conseqüência da ação não demorou e logo resultou na derrocada do “Movimento Revolucionário“. Glauco Pinheiro foi preso e recolhido à Casa de Detenção do Recife uma das mais terríveis e seguras prisões do país. 
Contudo, não o bastante para segurar Glauco Pinheiro em suas dependências por muito tempo. Alguns meses após sua chegada, Glauco arquitetou a mais extraordinária fuga já realizada por um preso político em Pernambuco. No início de 1936, sem violência, ganhou as ruas do Recife pelo portão principal da Casa de Detenção chegando a cumprimentar seus carcereiros sem que fosse reconhecido.  No livro “O Caso eu conto como o caso foi”, Paulo Cavalcanti narra de forma verossímil o episódio: “Detido em fins de novembro de 1935, Glauco Pinheiro empreendeu a mais sensacional fuga da penitenciária, em princípios de 1936. Fora ele um dos cabeças da sublevação em Olinda e Paulista. Sob o pijama que comumente usava na detenção, Glauco pôs uma roupa completa, calça, paletó e camisa, não faltando sequer a gravata. Barbado de alguns meses, entrou no banheiro da sua cela, num dos famosos “raios” da penitenciária, e, fazendo uso de uma lâmina, raspou o rosto, principalmente o bigode, que o caracterizava. Assim preparado, Glauco passou pelos guardas vigentes, atingindo o portão principal. Aí se deparou com um agente de polícia que o conhecia. Cumprimentou-o descontraidamente e solicitou ao porteiro que lhe desse passagem. Tudo muito natural, como se tratasse de uma visita ou de um funcionário do presídio, que se retirava do expediente.
		Na secretaria da Casa de Detenção, o policial tratou de perguntar se Glauco Pinheiro havia sido libertado. Em face da negativa, estabeleceu-se a confusão. Um guarda foi ao xadrez de Glauco e voltou com a notícia de que seus companheiros de cela não acusavam sua ausência. Indócil, o policial insistiu. Foi pessoalmente fazer a revista dos detentos no “raio”. Faltava realmente um preso, que, a esse tempo, rumava para o interior do Estado, procurando fugir da cidade. Poucas semanas depois, Glauco Pinheiro estava em Assunção, no Paraguai”.
Com pouco dinheiro e clandestino, empreendeu longa viagem. Valeu-se de variados meios de transporte. Atravessou os estados de Alagoas, Sergipe, Bahia, Espírito Santo, Distrito Federal, São Paulo e Paraná. Depois de aproximadamente três meses conseguiu chegar em Assunção no Paraguai, país simpático às tendências de esquerda e conhecido por receber os estrangeiros que fugiam das perseguições políticas. Lá encontrou também na clandestinidade outros companheiros fugitivos da perseguição imposta por Getúlio aos comunistas.

## Captura no Paraguai
Passados alguns meses na clandestinidade e longe de sua família, Glauco resolve mandar um telegrama para sua mãe que há tempos não recebia notícias suas. Um erro que lhe custaria a volta à prisão. A polícia secreta de Getúlio conhecia denúncias de brasileiros que vivam ilegalmente no Paraguai e conseguiu interceptar o telegrama, não demorou sua captura. Localizado em julho de 1936 pela Polícia Política brasileira, foi seqüestrado em Assunção e levado para o Rio de Janeiro, num veículo especial ligado ao trem da Cantareira, escoltado por vinte soldados, numa viagem que durou duas semanas nas mais insalubres condições. Ao chegar na Central do Brasil, estava a aguardá-lo o Capitão Felinto Muller, poderoso Chefe da Polícia Política do Governo, notabilizado no livro OLGA, por haver entregue a mulher de Luís Carlos Prestes à polícia secreta alemã - GESTAPO, que culminou por assassiná-la em campo de concentração nazista.

## Exílio nacional
Glauco Pinheiro permaneceu detido em presídio especial no Rio de Janeiro até o começo de 1937. Transferido para a Casa de Detenção do Recife, recebeu como punição pela fuga o confinamento em cela solitária pelo período de um ano. Em 1939, o Tribunal de Segurança Nacional reduziu a pena que lhe havia sido imposta e obteve liberdade, condicionada ao cumprimento de “exílio nacional” no Rio de Janeiro. Ficou proibido de regressar a Pernambuco até 1945.

## Saída do Partido Comunista
Mesmo sob forte vigília da Polícia Política do governo, participou ativamente da organização do “Comitê de Ação”, grupo avesso à cooperação dos comunistas ao Governo Getúlio Vargas. Divergiu pessoalmente de Luís Carlos Prestes quando se cogitou a formalização de aliança com o governo Getulista. Após mais de dez anos servindo e lutando pelas idéias e doutrinas do Partido Comunista, Glauco Pinheiro desligou-se do partido em novembro de 1945. O motivo foi a insatisfação com o rumo despótico e radical adotado pelos principais dirigentes do PC. Um dos agravantes que apressou sua saída foi a estranha aproximação entre Luis Carlos Prestes e Getúlio Vargas, inclusive no acerto de acordos entre os dois.

## Fundação do PSB
No início de 1946, após seu desligamento do Partido Comunista, Glauco Pinheiro participou ativamente do processo de formação da “Esquerda Democrática”, novo partido político de orientação socialista. Integrou a primeira comissão executiva estadual, juntamente com outros grandes nomes da esquerda pernambucana como Sócrates Times de Carvalho, Gilberto Freyre, Nelson Chaves, Cristiano Cordeiro, Antonio Baltar e Luiz Cardoso Ayres. Em abril de 1947 a Esquerda Democrática se transformou no Partido Socialista Brasileiro. Glauco Pinheiro foi um dos seus fundadores em Pernambuco, e por vários anos ocupou os cargos de Presidente do diretório municipal e Secretário Geral da comissão executiva estadual.

## Participação em campanhas políticas
- Agamenon Magalhães: na campanha da eleição para o governo do Estado realizada em 1949, Glauco Pinheiro apóia o candidato Agamemnon Magalhães que venceu a eleição para governador de Pernambuco para João Cleofas.
- Osório Borba: Em 1952, com a repentina morte por enfarte de Agamemnon Magalhães, foram convocadas eleições para o governo de Pernambuco. O PSB, lançou a candidatura do jornalista Osório Borba, revolucionário de 30, constituinte de 34, opositor do Estado Novo. Teve o apoio do Partido Comunista, ainda ilegal, mas com grande penetração no eleitorado da capital. A eleição foi vencida pelo opositor, senador Etelvino Lins.  Contudo, em Recife e Olinda os socialistas foram vitoriosos. Osório Borba à época ficou conhecido como “o governador de Olinda e Recife”.
- 1ª Vitória da Esquerda no Recife: Em 1955, após vários anos de luta política e prevendo um ambiente favorável às esquerdas recifenses, Glauco Pinheiro como Presidente do Diretório Municipal do Partido Socialista Brasileiro, propôs ao Partido Comunista, presidido pelo deputado Paulo Cavalcanti, a formação de uma aliança para a disputa da prefeitura do Recife. Foi lançada a candidatura de Pelópidas Silveira.
- Derrota com Jarbas Maranhão: três anos depois, em 1958, Glauco Pinheiro alertou seus companheiros das esquerdas sobre o risco de apoiar o candidato da UDN ao governo do Estado, Cid Sampaio. Glauco foi o único a prever o que estava para acontecer e divergiu da maioria da esquerda de Pernambuco, dentre os quais Sócrates Times de Carvalho e Jazer de Menezes, e decidiu apoiar Jarbas Maranhão, do PSD, que terminou perdendo a eleição. E, algum tempo depois, o vitorioso usineiro direitista confirmou as previsões de Glauco Pinheiro e renegou os compromissos assumidos, reprimiu os movimentos populares e contribuiu para a articulação do golpe militar de 1964.

## Saída da política
Em 1959, Glauco Pinheiro ingressou no serviço público federal como Procurador do Instituto do Açúcar e do Álcool. Mudou-se para o Rio de Janeiro em 1963 e abandonou definitivamente a política como se previsse que logo não haveria mais espaço para a disputa legal e democrática na política brasileira. Ao atingir a idade-limite do serviço público, 70 anos, em 84, aposentou-se.  Surgiram então os primeiros problemas de saúde, agravados com o passar do tempo. Faleceu em 11 de dezembro de 1994 aos 80 anos.